# Libnotes lophema
Libnotes lophema är en tvåvingeart som först beskrevs av Alexander 1958.  Libnotes lophema ingår i släktet Libnotes och familjen småharkrankar. Inga underarter finns listade i Catalogue of Life.